# Partido judicial de Málaga
El partido judicial de Málaga es el  partido judicial n.º 3 de la provincia de Málaga, y uno de los 85 partidos judiciales en los que se divide la comunidad autónoma de Andalucía. Fue creado por Real Decreto en 1983. Comprende los municipios de Alfarnate, Alfarnatejo, Alhaurín de la Torre, Almogía, Álora, Alozaina, Ardales, Carratraca, Cártama, Casabermeja, Casarabonela, Colmenar, Málaga, Pizarra, Rincón de la Victoria, Riogordo, Totalán y Yunquera, todos situados en la provincia de Málaga. La cabeza de partido y por tanto sede de las instituciones judiciales es Málaga.
Cuenta con Audiencia Provincial, Decanato de los Juzgados, 7 juzgados de lo contencioso-administrativo, 14 juzgados de instrucción, 3 juzgados de menores, 3 de violencia sobre la mujer, 13 de lo penal, 17 de primera instancia, 13 de lo social, 1 de vigilancia penitenciaria, Registro Civil Exclusivo único, y 2 tribunales superiores de justicia.